# Сидельников, Александр Васильевич
Александр Васильевич Сидельников (7 апреля 1955, Волхов мост — 4 октября 1993, Москва) — советский и российский режиссёр документального кино. Дважды лауреат премии «Ника».

## Биография
Родился в 1955 году на станции Волхов Мост Чудовского района Новгородской области в семье учителей. Отец Василий Алексеевич Сидельников и мать Нина Ивановна Попова преподавали в восьмилетней школе посёлка Волхов мост. Среднее образование Александр получил в городе Чудове в средней школе № 1 им. Н. А. Некрасова. 
По окончании школы учился на режиссёрском факультете Ленинградского института культуры им. Н.К. Крупской. В 1977 году поступил на режиссерский факультет ВГИКа (мастерская научно-популярного кино Александра Згуриди), который окончил в 1982 году. Работал на киностудии «Леннаучфильм». Документальное кино было его призванием. Со своей съёмочной группой Александр Сидельников побывал в самых напряжённых районах страны: Арал, Магадан, радиационный полигон Челябинска, заражённые Чернобылем районы Брянской области.
Погиб в 38 лет на съёмках документального фильма о событиях 1993 года в Москве во время штурма Белого дома.
В 1993 году на фестивале «Золотой Витязь» была учреждена Премия им. Александра Сидельникова «За лучшую режиссуру».
Памяти Александра Сидельникова посвящены несколько фильмов. В 1993 году режиссёр Николай Макаров снял телефильм «Жизнь и смерть Александра Сидельникова, кинорежиссёра». Вдова Александра Сидельникова Валентина Гуркаленко посвятила личности и творчеству режиссёра фильм «Петербургский романс–3. Свидание с вечностью». В него вошли также последние видеокадры, снятые кинематографистом в день гибели.

## Творчество
1992 год стал вершиной короткой творческой жизни Александр Сидельников — на экраны вышел его предпоследний и самый объемный фильм «Вологодский романс». Он, как и «Компьютерные игры», был удостоен премии «Ника» в категории научно-популярный фильм. Также получил Приз «За лучшую режиссуру» по разделу документальных фильмов на II-ом кинофоруме «Золотой Витязь».
В наиболее общем, философско-мировоззренческом плане, все картины Александра Сидельникова — суть образы-логосы русской идеи в её христианском понимании. На экране не понятия и не формулировки — перед нами сама предметная реальность этой идеи, выстроенная как наличный русский культурно-исторический и даже бытовой космос. Собственно, это и есть генеральный содержательный замысел (пафос) и сквозное сюжетное действие (повествование) его кино, по отношению к которым конкретное фабульное функционирование отдельных лиц и эпизодов выступает как их документальное (в том числе документально-музыкальное) оснащение. Авторское документально-художественное кино Александра Сидельникова — это кинематографическая формула вечной (идеальной) России.

## Работы
- 1978 — Русские народные промыслы
- 1979 — Воздух в природе
- 1981 — Пристань (игровой)
- 1981 — Техника безопасности транспортных рабочих
- 1982 — Чудо-корень
- 1983 — Транспорт в СССР
- 1984 — Межхозяйственное предприятие по производству кормов
- 1985 — Снился мне сад
- 1986 — Монолог о сущности машин. Лев Кошкин
- 1987 — Компьютерные игры (премия «Ника», 1988)
- 1989 — Преображение
- 1990 — Отечество нам Царское Село
- 1990 — Полигон
- 1992 — Вологодский романс (премия «Ника», 1993)
- 1993 — Петербургский романс. Валерий Агафонов

## Семья
Жена — Валентина Ивановна Гуркаленко, кинорежиссёр-документалист студии «Леннаучфильм».
Сын — Иван Александрович Сидельников (род. 1979), кинорежиссёр-документалист, генеральный директор студии «Инсталлтехно». Руководитель проектов «Русская карта» и «География новой России: атлас Северо-Западного федерального округа», выпускник кафедры экономической географии и социальной экологии СПбГУ.
Брат — инженер-атомщик.

## Память
В 1993 году давним товарищем Александра режиссером Николаем Макаровым был создан телефильм «Жизнь и смерть Александра Сидельникова, кинорежиссера». 
Вдова режиссёра, Валентина Гуркаленко, сняла фильм «Свидание с вечностью» (1995).
В 1997 году в Великом Новгороде прошёл фестиваль фильмов Александра Сидельникова. 